# Satudarah MC
Satudarah MC er en rockergruppe etableret i den hollandske by Moordrecht i 1990. Satudarah har 44 afdelinger over hele Holland, og afdelinger i Spanien, Indonesien, Malaysia, Norge, Belgien, Sverige Tyskland, Spanien,Frankrig, USA, Thailand og Irland. Medlemmer af gruppen nævnes ofte i forbindelse med narkotikahandel, mord, afpresning, våben- og menneskehandel.
Den danske afdeling opløstes 11. maj 2023 og ændrede navn til "Comanches MC".

## Historie
Satudarah blev etableret i den hollandske by Moordrecht i 1990; de første medlemmer var indvandrere eller børn af indvandrere fra den tidligere hollandske besiddelse Molukkerne, som nu er en del af Indonesien. Navnet Satu darah er indonesisk og betyder "ét blod". Det skulle symbolisere, at alle, uanset race og kultur, er lige for gruppen, noget som afspejles fra molukkernes gamle kultur. Klubben benytter et logo som er et mørkt indianer-ansigt ved siden af et gult ansigt med blod løbende imellem, og klubbens motto er "Sort og gul nation over hele verden". Gruppen er i praksis alment kendt blandt andet fra medier som en rockergruppe, selv betegner de sig som en multikulturel motorcykelklub, og kalder selv deres afdelinger for 'chapters'.
Den første afdeling uden for Holland blev etableret i 2012 i Antwerpen i Belgien. I maj-juni 2012 åbnede Satudarah en afdeling i Duisburg i Tyskland, ifølge medier med over 300 personer fra forskellige motorcykelgrupper, afdelingen har ifølge politi og medier omkring 30 medlemmer.

### Skandinavien
I september 2013 åbnede der officielt en afdeling i Sverige, i Malmø. Denne afdeling havde ifølge svensk politi en halv snes medlemmer som primært kom fra den løsere organiserede svenske bande La Familia.
I Sverige har de svenske Satudarah-medlemmer i medier gjort sig bemærket kort efter deres åbning, for på deres Facebook-side at melde ud, at de var klar til krig mod Hells Angels og have skrevet "Hvis du dræber et Satudarah medlem, vil vi dræbe ti Hells Angels medlemmer plus en præsident."
Angiveligt skulle Satudarah også have haft planer om at åbne en afdeling i Norge. Søndag d. 8 juni 2014 åbnede den første norske afdeling af Satudarah MC i Stavanger. Angiveligt skulle det være tidligere medlemmer af den norske motorcykelgruppe Gladiators MC, som stod bag oprettelsen af Satudarah MC Norway, med hjælp fra den danske afdeling af Satudarah MC.

### Danmark
I oktober 2013 fortalte Satudarahs talsmand, Henk Kuipers, at gruppen i tre måneder havde haft en afdeling i Danmark med omkring 100 medlemmer. Officielt åbnede gruppen i Danmark ved en fest den 9. november samme år i deres klubhus på Laurentsvej i Bagsværd – i klubhuset holdt Værebros Hårde Kerne (VHK) tidligere til. Udover VHK skulle Satudarah også have rekrutteret tidligere Hells Angels- og Black Cobra-medlemmer. Gruppen i Danmark har navnet Satudarah MC Northside.
I november 2013 forsøgte Gladsaxe Kommune at lukke Satudarahs klubhus i Bagsværd, blandt andet med den begrundelse, at ejeren skyldte over en halv million kroner til det offentlige i ejendomsskat for 2012 og 2013 og for ubetalte vandregninger, som også fik kommunen til at lukket for vandet til klubhuset, og SKAT begærede derfor klubhuset på tvangsauktion den 15. januar 2014. Da ejeren imidlertid betalte den skyldige ejendomsskat, kunne tvangsauktion ikke gennemføres alligevel, og gruppen benytter stadigt klubhuset. Gladsaxe Kommune valgte i stedet at forsøge med andre metoder for at få gruppen til at flytte, ved at udarbejde en lokalplan om hegning har kommunen således lavet forbud mod at der i fremtiden må bygges hegn omkring huset, da kommunen frygter dette kan bruges til at forskanse sig bag.
Politiet udtalte i januar 2014 til medierne, at de havde registeret 40 fuldgyldige danske medlemmer af Satudarah. Anonyme betjente har meldt ud, at Satudarah har over 120 medlemmer inkl. prospects og hangarounds. Der har været rygter om, at der i fremtiden ville åbne afdelinger på Lolland, og i byer som eksempelvis Vejle, Holbæk, Odense og indre København. Der åbnede dog kun en ny afdeling i Glostrup samtidig med, at det i medier kom frem, at der havde været forsøg på at etablere en afdeling på Norddjursland. I forbindelse med udvidelserne i 2014 udtalte leder af Rigspolitiets Nationale Efterforskningscenter, Michael Ask, at politiet "ved, at Satudarah er interesseret i at ekspandere og har forsøgt at gøre det, men vi kan ikke på nuværende tidspunkt sige, at de har gjort det".
Natten mellem den 22. og 23. februar 2014 var flere medlemmer fra Satudarah og Hells Angels i masseslagsmål mod hinanden, først på sportsbaren Lions & Barrels i Parken og senere på en nærliggende parkeringsplads, hvor to medlemmer af HA blev såret da de blev stukket med kniv. Det har ifølge politiet og medierne været den første konflikt mellem Satudarah og andre danske rockerklubber, og ifølge politiet var det et held, at ingen døde, da Satudarah beskød HA. Den voldsomme episode endte med i alt 28 anholdte personer.
Den 16. februar 2014 meldte Gladsaxe Kommune ud, at de havde planer om at lave en vendeplads for lastbiler hvor gruppens klubhus lå. Beslutningen krævede dog, at ejeren af klubhuset skulle tvinges til at sælge, hvilket der ikke umiddelbart var tilsagn til.
Seks dage efter at Satudarah og Hells Angels havde været i masseslagsmål mod hinanden ved sportsbaren Lions & Barrels, meddelte medier den 3. marts 2014, at der var kommet fred imellem de to grupper, aftalt på et hemmeligt møde, hvor også Bandidos deltog. Som repræsentanter for Satudarah var den tidligere HA-rocker Ole Bonnesen.